# رودولفو إسبينوزا
رودولفو إسبينوزا (بالإسبانية: Rodolfo Espinoza)‏ هو لاعب كرة قدم مكسيكي، ولد في 14 يونيو 1981 في Guasave ‏ في المكسيك. لعب مع أتلانتي إف سي والجامعي دي بيرو ونادي تشياباس ونادي سبورتينغ كريستال ونادي شيفاز يو إس أي ونادي نيكاكسا.

## وصلات خارجية
- رودولفو إسبينوزا على موقع الدوري الأمريكي (الإنجليزية)
- رودولفو إسبينوزا على موقع قاعدة بيانات كرة القدم.إي يو (الإنجليزية)